# Leslie Van Houten
Pour les articles homonymes, voir Van Houten.
Leslie Louise Van Houten (née le 23 août 1949) est une ancienne membre de la « famille » de Charles Manson condamnée pour les meurtres de Leno et Rosemary LaBianca à Los Angeles en 1969.

## Biographie
Leslie Van Houten est née à Altadena en Californie. Après le divorce de ses parents, elle commence à prendre des drogues hallucinogènes et de la marijuana. À 17 ans, elle est enceinte et sa mère la force à avorter, ce qui sera à l’origine d’un conflit entre elles.
En 1967, elle commence à s’intéresser à la spiritualité et envisage de s’engager dans la communauté de Paramahansa Yogananda dans la région de Los Angeles. Mais en 1968, elle entend parler de Charles Manson qu’on lui présente comme « Jésus Christ ». Elle rejoint le groupe de celui-ci en septembre 1968 au Spahn Ranch. Elle n’intéresse cependant pas Charles Manson ce qui provoque en elle, selon ses dires, un intense besoin de lui démontrer qu’elle est capable de tout.

## Les meurtres
La nuit du 10 août 1969, Manson conduit trois des membres de sa communauté à la maison de Leno et Rosemary LaBianca. Manson demande à Leslie Van Houten de rejoindre Charles Watson, le bras droit de Manson, à l’intérieur. Van Houten lutte avec Rosemary LaBianca avec l’aide de Patricia Krenwinkel mais aucune des deux ne parvenant à la poignarder, Charles Watson s’en charge. Leslie Van Houten sort alors de la chambre et passe de longues minutes à tourner le dos à la scène en fixant un point dans la chambre adjacente, déconnectée de ce qui se passe autour d’elle. Watson revient avec le couteau et lui demande de participer au massacre. Leslie Van Houten poignarde alors seize fois la victime.

## Condamnation
Elle est jugée et condamnée à la peine de mort le 29 mars 1971 mais la peine de mort est convertie en une peine de prison à perpétuité. Elle est emprisonnée avec Patricia Krenwinkel à l’institution de Californie pour femmes à Chino.
Elle en sort le 11 juillet 2023.

## Dans la culture populaire
Elle est incarnée par Hannah Murray dans le film  Charlie Says de Mary Harron sorti en 2018 et par Victoria Pedretti dans Once Upon a Time… in Hollywood (2019) de Quentin Tarantino.